# Vom hoh'n Olymp herab
Vom hoh'n Olymp herab is een Duits lied van Heinrich Schnoor (1762 - 1828).
Hoewel Schnoor gewoonlijk als componist van de melodie wordt gezien, wordt de tekst ook wel aan Friedrich Schiller toegeschreven, die het in 1789 in Jena zou hebben geschreven. De melodie dient tegenwoordig als melodie voor het Fries volkslied.

## Tekst
1.

Vom hoh'n Olymp herab ward uns die Freude, ward uns der Jugendtraum beschert;

d'rum, traute Brüder, trotz dem blassen Neide, der uns're Jugendfreuden stört!

|: Feierlich schalle der Jubelgesang schwärmender Brüder beim Becherklang! :|

2.

Versenkt ins Meer der jugendlichen Wonne lacht uns der Freuden hohe Zahl,

bis einst am späten Abend uns die Sonne nicht mehr entzückt mit ihrem Strahl.

|: Feierlich schalle der Jubelgesang schwärmender Brüder beim Becherklang! :|

3.

Solang' es Gott gefällt, ihr lieben Brüder, woll'n wir uns dieses Lebens freu'n

und fällt der Vorhang uns dereinst hernieder, vergnügt uns zu den Vätern reih'n.

|: Feierlich schalle der Jubelgesang schwärmender Brüder beim Becherklang! :|

4.

Herr Bruder, trink auf's Wohlsein deiner Schönen, die deiner Jugend Traum belebt!

Lass ihr zu Ehr' ein flottes Hoch ertönen, dass ihr 's durch jede Nerve bebt!

|: Feierlich schalle der Jubelgesang schwärmender Brüder beim Becherklang! :|

5.

Ist einer uns'rer Brüder dann geschieden, vom blassen Tod gefordert ab,

so weinen wir und wünschen Ruh' und Frieden in uns'res Bruders kühles Grab.

|: Weinet und wünschet Ruhe hinab, in unsers Bruders kühles Grab! :|